# Marcania
Marcania, monotipični biljni rod iz porodice primogovki smješten u tribus Justicieae, dio potporodice Acanthoideae. Jedina vrsta je M. grandiflora, endem iz Tajlanda. Opisan je u Bulletin of Miscellaneous Information, Royal Gardens, Kew 1939: 136. 1939. 

## Etimologija
Ime roda Marcania je u čast Alexandera Marcana (1883. – 1953.), engleskog kolekcionara biljaka u jugoistočnoj Aziji i Tajlandu. Specifični latinski epitet za grandiflora odnosi se na dvije riječi, 'grandi' što znači velik i 'flora' što znači cvijet. 